# Эджкамб, Джордж, 1-й граф Маунт-Эджкамб

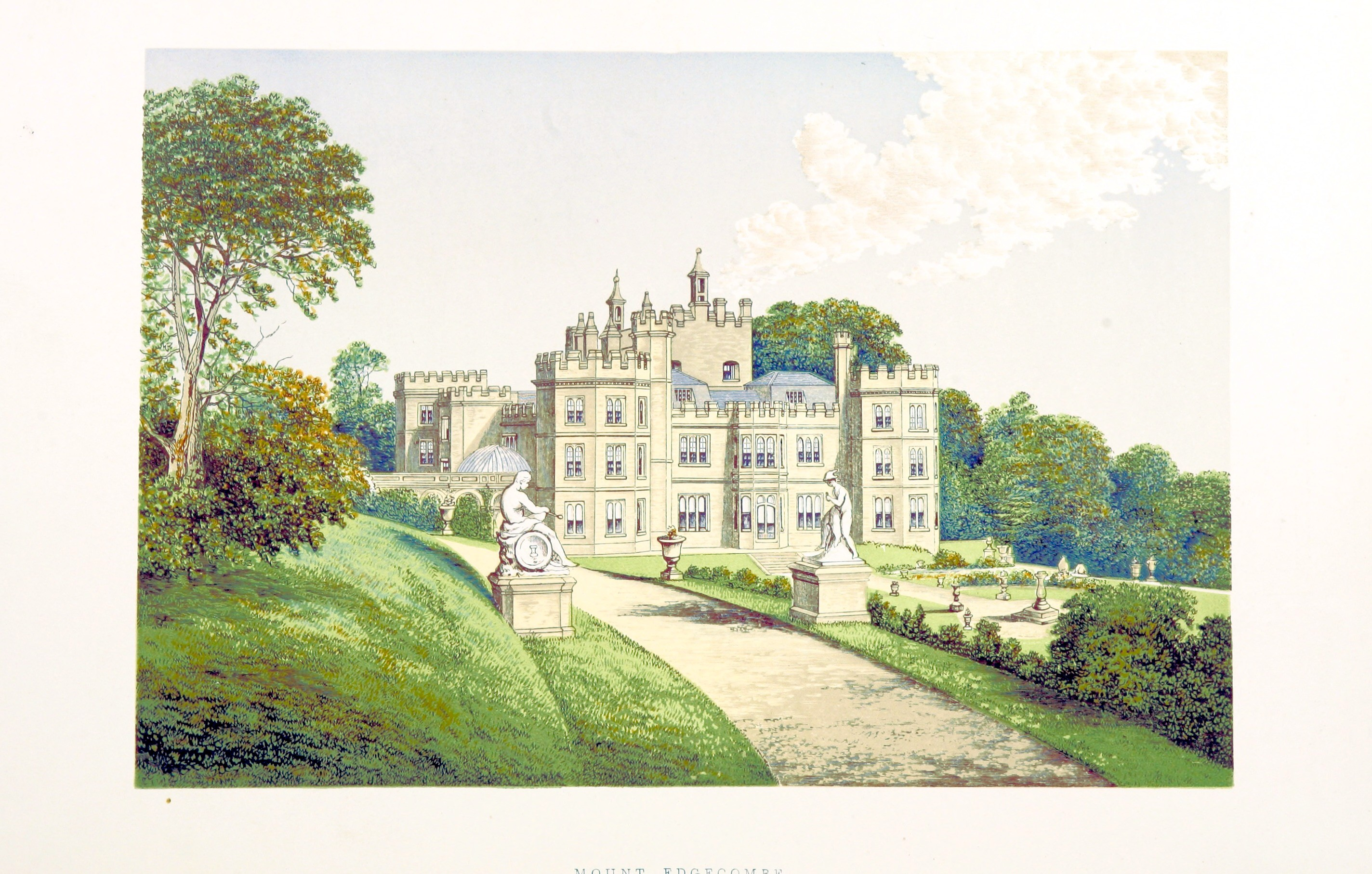
Маунт-Эджкамб-хаус, графство Девон, 1859 год

Адмирал Джордж Эджкамб, 1-й граф Маунт-Эджкамб (англ. George Edgcumbe, 1st Earl of Mount Edgcumbe; 3 марта 1720 — 4 февраля 1795) — британский пэр, морской офицер и политик.

## Ранняя жизнь
Родился 3 марта 1720 года. Второй оставшийся в живых сын Ричарда Эджкамба, 1-го барона Эджкамба (), и его жены Матильды, единственного ребенка сэра Генри Фернезе. Считается, что он получил образование в Итоне.

## Карьера
В 1739 году Джордж Эджкамб был произведен в лейтенанты Королевского военно-морского флота, а в 1742 году был повышен до коммандера бомбардировочного судна HMS Terrible. В течение 1743 года он был назначен исполняющим обязанности капитана 20-пушечного HMS Кеннингтон и был официально утвержден 19 августа 1744 года. Он командовал этим судном в Средиземном море до 1745 года, когда был переведен на 50-пушечный HMS Salisbury. Этот корабль, входивший в состав Западного флота под командованием Эдварда Хоука и Эдварда Боскауэна, первоначально патрулировал Бискайский залив во время войны за австрийское наследство. Ее корабельным хирургом был Джеймс Линд, который проводил свои эксперименты над цингой во время такого патрулирования в 1747 году. Война закончилась в 1748 году. Примерно в это же время Джордж Эджкамб был написан сэром Джошуа Рейнольдсом, и на заднем плане появляется корабль Солсбери.
В 1751 году он отправился в Средиземное море в качестве старшего офицера на HMS Monmouth, а в следующем году на 50-пушечном HMS Deptford. Он все еще находился со своей небольшой эскадрой на Менорке, когда французы вторглись на остров 19 апреля 1756 года. Он поспешно высадил морских пехотинцев и столько моряков, сколько смог, и на следующий день отплыл в Гибралтар, прежде чем французы приняли какие-либо меры, чтобы заблокировать гавань. В Гибралтаре к нему присоединился адмирал Джон Бинг, которому было приказано перейти на 66-пушечный HMS Lancaster. В битве при Минорке 20 мая «Ланкастер» был одним из кораблей в фургоне под командованием контр-адмирала Темпла Уэста, который действительно вступил в бой и, будучи без поддержки, серьезно пострадал. В 1758 году, все еще находясь на «Ланкастере», он служил во флоте под командованием Эдварда Боскауэна в битве при Луисбурге. По возвращении в Англию, с депешами, сообщающими об этом успехе, он был назначен на 74-пушечный корабль HMS Hero, в котором он принимал участие в блокаде Бреста в течение долгого лета 1759 года и в решающем сражении в бухте Киберон 20 ноября 1759 года.
Он продолжал на HMS Hero, прикрепленными к флоту под командованием Хоука или Боскауэна, вплоть до смерти своего брата Ричарда Эджкамба 10 мая 1761 года, когда он наследовал баронский титул своего брата, и сменил его в качестве владельца Маунт-Эджкамб-хауса и в качестве лорда-лейтенанта Корнуолла. он был произведен в контр-адмиралы 21 октября 1762 года и адмиралы в 1778 году.

## Политическая карьера
В 1746 году Джордж Эджкамб был возвращен в качестве члена парламента от Фоуи на дополнительных выборах в интересах своего отца. Он считался правительственным вигом, но редко посещал парламент, так как был в море. В 1747 году он был назначен секретарем Совета герцогства Ланкастерского, и занимал эту должность до 1762 года.
Он был назначен казначеем королевского двора в 1765 году, прослужил до 1766 года, а 26 июля стал тайным советником. В том же году он стал главнокомандующим Плимута, сохраняя за собой командование до 1771 года. В 1770 году он был назначен вице-адмиралом и назначен совместным вице-казначеем Ирландии. Он оставался вице-казначеем до 1772 года, когда он был назначен капитаном джентльменов-пенсионеров и оставался капитаном почетного отряда джентльменов-пенсионеров до ухода в отставку в 1782 году, когда он был назначен вице-адмиралом Корнуолла. В 1784 году он снова был назначен совместным вице-казначеем Ирландии, занимая этот пост до 1793 года.
Он был назначен виконтом Маунт-Эджкамба и Валлеторта в 1781 году, а в 1784 году он был также избран членом Королевского общества. В 1789 году он получил еще один титул графа Маунт-Эджкамба.

## Личная жизнь
16 августа 1761 года Джордж Эджкамб женился на Эмме Гилберт (? — 22 декабря 1807), единственной дочери Джона Гилберта (1693—1761), архиепископа Йоркского, и Маргарет Шерард, двоюродной сестре Роберта Шерарда, 4-го графа Харборо. У супругов был один ребенок:
- Ричард Эджкамб, 2-й граф Маунт-Эджкамб (13 сентября 1764 — 26 сентября 1839), который женился на леди Софии Хобарт (1768—1806), дочери Джона Хобарта, 2-го графа Бакингемшира, и Мэри Энн Друри[2].

Лорд Маунт-Эджкамб умер 4 февраля 1795 года, и его единственный сын Ричард унаследовал его титулы.

## Потомки
Через своего единственного сына Ричарда он был дедом леди Эммы Эджкамб (1791—1872), жены Джона Каста, 1-го графа Браунлоу, леди Каролины Эджкамб (? — 1824), жены Ранальда Джорджа Макдональда, 20-го Кланранальда, Уильяма Эджкамба, виконта Валлеторта (1794—1818), Эрнеста Эджкамба, 3-го графа Маунт-Эджкамба (1791—1861) и достопочтенного Джорджа Эджкамба (1800—1882).

## Наследие
В английском фольклоре Эмма была идентифицирована как субъект истории «Леди с кольцом». Коттедж леди Эммы в поместье Маунт-Эджкамб назван в ее честь.
Рукописный дневник, который Эджкамб и капитан Уильям Марш вели с 30 апреля 1742 по 1 июня 1744 года, находится в Бодлианской библиотеке. Письмо Эджкамба Гаррику напечатано в «Частной переписке» последнего.